# 岩上夫美雄
岩上 夫美雄（いわかみ ふみお、1898年（明治31年）4月25日 - 1986年（昭和61年）12月28日）は、日本の内務・警察官僚、弁護士。官選秋田県知事。

## 経歴
東京府出身。岩上照雄の二男として生まれる。第一高等学校を卒業。1921年11月、高等試験行政科試験に合格。1922年、東京帝国大学法学部法律学科を卒業。内務省に入省し内務属となる。
以後、山梨県理事官、大阪府工場監督官、奈良県書記官・警察部長、岡山県書記官・警察部長、愛知県書記官・警察部長、警視庁警務部長、北海道庁総務部長などを歴任。
1940年7月、秋田県知事に就任。戦時下の体制整備に尽力。1943年7月に知事を退任。同年に退官し、大日本産業報国会常務理事となる。戦後、公職追放となった。
その後、食安水産物副社長、東邦電化取締役、日本協立地所常任監査役などを歴任。1968年に弁護士を開業した。墓所は多磨霊園。

## 栄典
- 1940年（昭和15年）8月15日 - 紀元二千六百年祝典記念章[4]